# سرجیو وگا
سرجیو وگا (به انگلیسی: Sergio Vega) نوازنده آمریکایی در گروه پست-هاردکور کوئیک‌سند، که در سال ۱۹۹۰ در نیویورک تأسیس شد، می‌باشد. کوئیک‌سند در سال ۱۹۹۵ از هم پاشید، اگر چه گروه دوباره در سال ۱۹۹۷ برای تور با دفتونز به هم پیوست. بعد از این تور، گروه شروع به نوشتن آخرین آلبوم موردنظر خود، (Manic Compression) کرد. اگر چه تنش‌ها بین اعضای گروه منجر به از هم پاشیدن دوباره گروه تا سال ۲۰۱۲ شد. وگا در دفتونز جایگزین چی چنگ شد. چنگ از نوامبر ۲۰۰۸ بر اثر تصادف به حالت نیمه هشیار رفته بود و در ۱۳ آوریل ۲۰۱۳ از دنیا رفت. او تا کنون در دو آلبوم (Diamond Eyes) در سال ۲۰۱۰ و (Koi No Yokan) در سال ۲۰۱۲ دفتونز را همراهی کرده است.